# Tunip
Tunip (egipčansko Tenep) je bil v obdobju Amarnskih pisem (1350-1335 pr. n. št.)  mestna država v zahodni Siriji. Geografsko ime Sirija takrat še ni obstajalo. Na njenem ozemlju so bila majhna kraljestva in mestne države, med njimi Amurru, Nuhašše, Amku, Nii in druge.
Omenja se predvsem v egipčanskih virih (Tutmoz III., Ramzes II.), najpogosteje v Amarnskih pismih, čeprav je znan tudi kralj Tunip-Teššup, sodobnik hetitskega kralja Hatušilija I., ki je vladal okoli 1586–1556 pr. n. št. 
V Amarnski pismih ga omenja predvsem Aziru, vladarja Amurruja v sodobnem Libanonu, ki prosi  faraona za podporo v sporih s Hetiti.

## Lokacija
Natančna lokacija Tunipa ostaja nezanesljiva. Mesto bi lahko stalo ali v severni Feniciji (Helck 1973) ali v srednjem toku  Oronta. V tej regiji sta bili predlagani dve mogoči lokaciji: Tell Hama v sodobnem mestu Hama (Astour 1977) in  Tell Ašarna severozahodno od Hame (Klengel 1995)) Vedno več dokazov kaže, da je istoveten z najdiščem Tell Ašarna.
Najdišče Tell Ašarna, znano tudi kot Tell Aharna, leži ob Orontu v Siriji in ima površino 70 ha. Izkopavanja je opravila skupina kanadskih arheologov z Univerze Laval, Quebec, pod vodstvom Michela Fortina.

## Amarnska pisma
Tunip je omenjen v petih Amarnskih pismih. Med njimi so tri Azirujeva.
- EA 57: "O kraljih in Tunipu", poškodovano
- EA 59: "Od meščanov Tunipa"
- EA 161: "Odsotnost pojasnjena", Azirujevo  šesto  pismo od trinajstih
- EA 165: "Tunip je ogrožen",  Azirujevo  deveto pismo  od trinajstih
- EA 167: "Stalna hetitska grožnja", Azirujevo  enajsto  pismo  od trinajstih

## Vir
- Moran, William L. The Amarna Letters. Johns Hopkins University Press, 1987, 1992. ISBN 0-8018-6715-0.